# 산노역 (아이치현)
산노역(일본어: 山王駅)은 일본 아이치현 나고야시 나카가와구에 위치한 나고야 철도 나고야 본선의 철도역이다. 역 번호는 NH 35이며, 섬식 승강장 1면 2선의 구조를 갖춘 고가역이다.

## 타는 곳
| 1 | 하행 | ■ 나고야 본선 | 나고야 · 이치노미야 · 기후 방면                      |
| 1 | 하행 | ■ 이누야마 선 | 이와쿠라 · 이누야마 방면                             |
| 1 | 하행 | ■ 쓰시마 선   | 사야 · 야토미 방면                                   |
| 2 | 상행 | ■ 나고야 본선 | 가나야마 · 도요아케 · 히가시오카자키 · 도요하시 방면 |
| 2 | 상행 | ■ 도코나메 선 | 오타가와 · 도코나메 방면                             |
| 2 | 상행 | ■ 고와 선     | 지타한다 · 고와 방면                                 |

## 이용 현황
| 연도 | 1일 평균 승차 인원 |
| ---- | ------------------ |
| 1991 | 6,227              |
| 1992 | 5,759              |
| 1993 | 5,647              |
| 1994 | 5,766              |
| 1995 | 5,190              |
| 1996 | 5,078              |
| 1997 | 3,232              |
| 1998 | 3,224              |
| 1999 | 3,007              |
| 2000 | 2,988              |
| 2001 | 2,925              |
| 2002 | 2,920              |
| 2003 | 2,758              |
| 2004 | 2,805              |
| 2005 | 2,665              |
| 2006 | 2,557              |
| 2007 | 2,608              |
| 2008 | 2,710              |
| 2009 | 2,646              |
| 2010 | 2,712              |
| 2011 | 2,742              |
| 2012 | 2,827              |
| 2013 | 2,891              |
| 2014 | 2,914              |
| 2015 | 2,996              |

## 역 주변
- 나고야 구장
- NTT 서일본 도카이 병원
- JR 도카이 도카이도 본선 오토바시 역

## 인접 역
| 나고야 철도 나고야 본선      | 나고야 철도 나고야 본선 | 나고야 철도 나고야 본선                |
| ---------------------------- | ----------------------- | -------------------------------------- |
| NH 34 가나야마 도요하시 방면 | ■ 나고야 본선           | 메이테쓰나고야 NH 36 메이테쓰기후 방면 |